# Рікарду Батішта
Рікарду Жорже Сесілія Батішта (порт. Ricardo Jorge Cecília Batista, нар. 19 листопада 1986, Торреш-Ведраш, Португалія) — португальський футболіст, воротар клубу «Каза Піа».
Виступав також за молодіжну збірну Португалії.

## Клубна кар'єра
Народився 19 листопада 1986 року в місті Торреш-Ведраш Лісабонського округу у сім'ї кабовердійця та анголки. Вихованець футбольної школи клубу «Віторія» (Сетубал).
Перший професійний контракт підписав 2004 року з англійським клубом «Фулгем», в якому з перервами провів чотири сезони. Єдиний матч за старшу команду провів 21 вересня 2005 року в другому раунді Кубка ліги проти «Лінкольн Сіті».
Згодом з 2006 по 2007 рік на правах оренди грав у складі команд «Мілтон-Кінс Донс» та «Вікомб Вондерерз» .
2008 року за 158 тисяч євро перейшов до португальського «Спортінга». Провів за лісабонський клуб наступні два сезони своєї ігрової кар'єри, зігравши лише в одному кубковому матчі проти «Пасуш-де-Феррейра». Сезон 2010—2011 провів у оренді в «Ольяненсі».
25 липня 2011 року був дискваліфікований на два роки за вживання заборонених препаратів.
Повернувся до футболу 2013 року, підписавши контракт з «Насіуналом». Далі в його кар'єрі були такі клуби як «Віторія» (Сетубал), «Рекреатіву ду Ліболу» та «Газ Метан».
До складу клубу «Каза Піа» приєднався 2020 року. Станом на 20 квітня 2023 року відіграв за лісабонську команду 79 матчів в національному чемпіонаті.

## Виступи за збірні
З 2004 року залучався до складу молодіжних збірних Португалії різних рівнів. Учасник Молодіжного чемпіонату Європи з футболу 2007 року.
6 березня 2021 року був викликаний до складу збірної Анголи.